# Wotbuwono
Wotbuwono is een bestuurslaag in het regentschap Kebumen van de provincie Midden-Java, Indonesië. Wotbuwono telt 2241 inwoners (volkstelling 2010).